# Ordre des fleurs de Paulownia
L'ordre des fleurs de Paulownia (桐花章, Tōka shō) est une distinction japonaise créée en tant que classe exceptionnelle de l'ordre du Soleil levant en 1888 et érigée en ordre distinct en 2003. C'est la plus haute distinction japonaise après l'ordre du Chrysanthème. Il ne comporte qu'une seule classe.

## Décoration

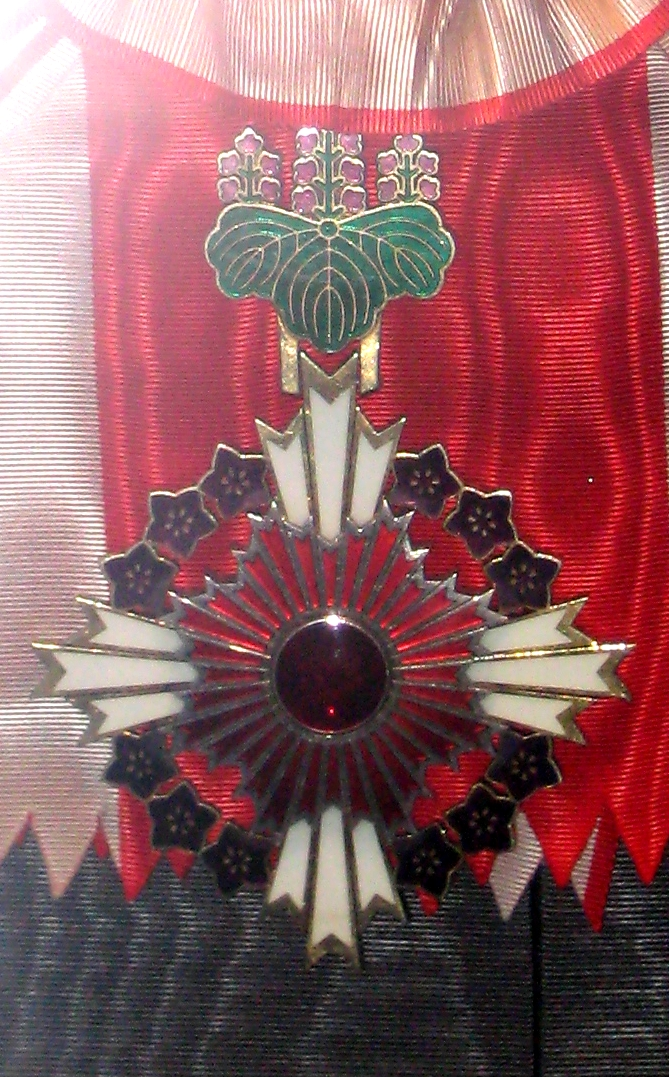
Exemple de décoration.

L'ordre des fleurs de paulownia reprend les insignes de l'ancienne première classe avec fleurs de Paulownia de l'ordre du Soleil levant. Sa décoration est donc basée sur celle de ce dernier : une étoile à trente deux rayons répartis en huit branches au centre de laquelle se trouve un cabochon de verre rouge. À la différence des décorations ordinaires de l'ordre du soleil levant, les rayons sont émaillés de rouge. Un second rang de douze rayons émaillés de blanc forme une croix à quatre branches entre lesquelles se trouvent douze fleurs de paulownia impérial représentées de face. La décoration est suspendue à un cordon rouge liseré de blanc par une bélière figurant un Kiri-mōn (桐紋) émaillé, représentation d'une inflorescence de paulownia impérial. Une plaque identique à la croix se porte au sein gauche.

## Port
La classe unique de l'ordre se porte en grand cordon, avec la plaque sur le sein gauche.

## Récipiendaires
Ne figurent ici que les récipiendaires de l'ordre des fleurs de Paulownia (après 2003). Auparavant, se référer à la première classe avec fleurs de paulownia de l'ordre du Soleil levant.
- Howard Baker, 2008